# Serguei Namiotkin
Serguei Semiónovitx Namiotkin, (en rus Сергей Семёнович Намёткин), nascut a Kazan (Imperi Rus) el 21 de juny de 1876 i traspassat el 5 d'agost de 1950, fou un destacat químic rus/soviètic que treballà en el camp dels terpens i dels camfens. És conegut pel reordenament de Namiotkin.